# Halszólítók
A halszólítók Frank Herbert A Dűne istencsászára című regényének kitalált testőrszervezete, bár a regény folytatásaiban is megjelent. Eredetileg kizárólag nők voltak a tagjai, azonban mindig alkalmaztak férfi tanácsadókat.

## Történelem
- A fremenek közül kerültek kiválasztásra.
- II. Leto Atreides az Impérium Istencsászárának testőrségét alkották, de egyházi szerepet is betöltöttek. A szélsőségeseikből alakultak ki a Tisztelet Matrónái a Szétszóródásban.